# Landgericht Zwingenberg

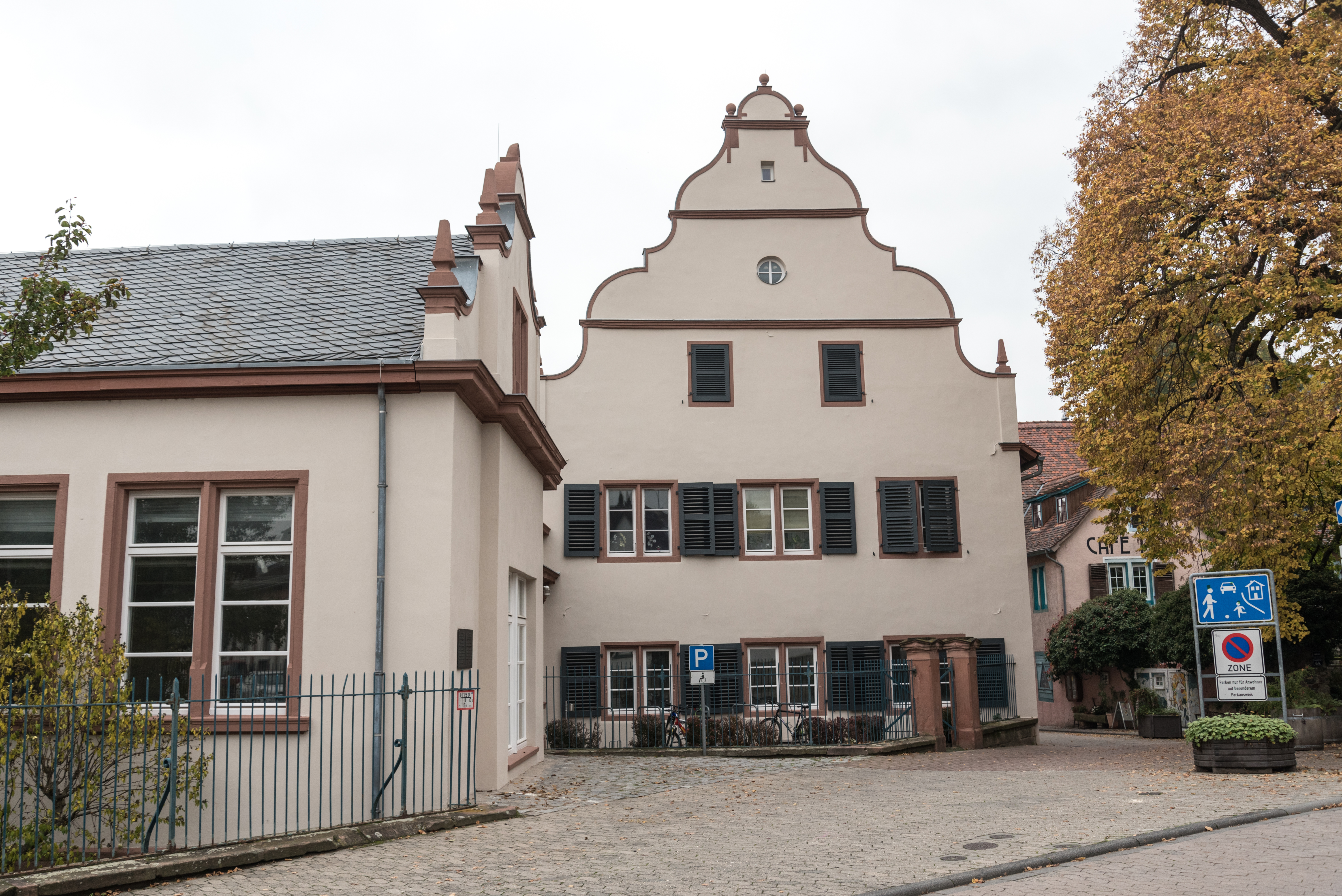
Das Jagdschloss Zwingenberg, Gebäude des ehemaligen Landgerichts

Das Landgericht Zwingenberg war von 1821 bis 1879 ein Landgericht des Großherzogtums Hessen in der Provinz Starkenburg mit Sitz in Zwingenberg.

## Gründung
Ab 1821 trennte das Großherzogtum Hessen auch auf unterer Ebene Rechtsprechung und Verwaltung. Für die Verwaltung wurden Landratsbezirke geschaffen, die erstinstanzliche Rechtsprechung Landgerichten übertragen. 
 Der Landratsbezirk Bensheim erhielt die Zuständigkeit für die Verwaltung der gleichzeitig aufgelösten Ämter Bensheim und Seeheim sowie Teilen der ehemaligen Ämter  Zwingenberg, Gernsheim und Pfungstadt. Das Landgericht Zwingenberg übernahm im gleichen Bereich die zuvor durch die Ämter wahrgenommenen Aufgaben der Rechtsprechung.

## Bezirk
Der Gerichtsbezirk umfasste:
| Gemeinde        | Herkunft                | Zugang | Abgang | Nach                     |
| --------------- | ----------------------- | ------ | ------ | ------------------------ |
| Alsbach         | Amt Zwingenberg         | 1821   | 1879   | Amtsgericht Zwingenberg  |
| Auerbach        | Amt Zwingenberg         | 1821   | 1879   | Amtsgericht Zwingenberg  |
| Balkhausen      | Amt Seeheim             | 1821   | 1879   | Amtsgericht Zwingenberg  |
| Beedenkirchen   | Landgericht Lichtenberg | 1824   | 1879   | Amtsgericht Zwingenberg  |
| Bensheim        | Amt Bensheim            | 1821   | 1879   | Amtsgericht Zwingenberg  |
| Bickenbach      | Amt Seeheim             | 1821   | 1879   | Amtsgericht Zwingenberg  |
| Eberstadt       | Amt Pfungstadt          | 1821   | 1853   | Landgericht Darmstadt    |
| Eich            | Amt Pfungstadt          | 1821   | 1839   | Landgericht Gernsheim    |
| Elmshausen      | Landgericht Fürth       | 1839   | 1879   | Amtsgericht Zwingenberg  |
| Eschollbrücken  | Amt Pfungstadt          | 1821   | 1839   | Landgericht Gernsheim    |
| Fehlheim        | Amt Bensheim            | 1821   | 1879   | Amtsgericht Zwingenberg  |
| Gadernheim      | Landgericht Fürth       | 1839   | 1879   | Amtsgericht Zwingenberg  |
| Gernsheim       | Amt Gernsheim           | 1821   | 1839   | Landgericht Gernsheim    |
| Gronau          | Landgericht Fürth       | 1839   | 1879   | Amtsgericht Zwingenberg  |
| Hähnlein        | Amt Zwingenberg         | 1821   | 1879   | Amtsgericht Zwingenberg  |
| Hahn            | Amt Pfungstadt          | 1821   | 1839   | Landgericht Gernsheim    |
| Hohenstein      | Landgericht Fürth       | 1839   | 1879   | Amtsgericht Zwingenberg  |
| Hochstädten     | Amt Zwingenberg         | 1821   | 1879   | Amtsgericht Zwingenberg  |
| Jugenheim       | Amt Seeheim             | 1821   | 1879   | Amtsgericht Zwingenberg  |
| Klein-Rohrheim  | Amt Gernsheim           | 1821   | 1839   | Landgericht Gernsheim    |
| Langwaden       | Amt Zwingenberg         | 1821   | 1879   | Amtsgericht Zwingenberg  |
| Lautern         | Landgericht Fürth       | 1839   | 1879   | Amtsgericht Zwingenberg  |
| Malchen         | Amt Seeheim             | 1821   | 1879   | Amtsgericht Darmstadt II |
| Nieder-Beerbach | Amt Pfungstadt          | 1821   | 1853   | Landgericht Darmstadt    |
| Ober-Beerbach   | Amt Seeheim             | 1821   | 1879   | Amtsgericht Zwingenberg  |
| Pfungstadt      | Amt Pfungstadt          | 1821   | 1853   | Landgericht Darmstadt    |
| Raidelbach      | Landgericht Fürth       | 1839   | 1879   | Amtsgericht Zwingenberg  |
| Reichenbach     | Landgericht Fürth       | 1839   | 1879   | Amtsgericht Zwingenberg  |
| Rodau           | Amt Gernsheim           | 1821   | 1879   | Amtsgericht Zwingenberg  |
| Schmal-Beerbach | Amt Seeheim             | 1821   | 1879   | Amtsgericht Zwingenberg  |
| Schwanheim      | Amt Zwingenberg         | 1821   | 1879   | Amtsgericht Zwingenberg  |
| Schönberg       | Landgericht Fürth       | 1839   | 1879   | Amtsgericht Zwingenberg  |
| Seeheim         | Amt Seeheim             | 1821   | 1879   | Amtsgericht Zwingenberg  |
| Staffel         | Amt Seeheim             | 1821   | 1879   | Amtsgericht Zwingenberg  |
| Stettbach       | Amt Seeheim             | 1821   | 1879   | Amtsgericht Zwingenberg  |
| Wilmshausen     | Landgericht Fürth       | 1839   | 1879   | Amtsgericht Zwingenberg  |
| Wurzelbach      | Landgericht Lichtenberg | 1824   | 1879   | Amtsgericht Zwingenberg  |
| Zell            | Landgericht Fürth       | 1839   | 1879   | Amtsgericht Zwingenberg  |
| Zwingenberg     | Amt Zwingenberg         | 1821   | 1879   | Amtsgericht Zwingenberg  |

## Weitere Entwicklung
1824 wurden Beedenkirchen und Wurzelbach vom Landgericht Lichtenberg abgetrennt und dem Landgericht Zwingenberg zugeteilt.
Zum 16. Dezember 1839 wurde das Landgericht Gernsheim gegründet und von Zwingenberg eine Reihe von Orten an dessen Gerichtsbezirk abgegeben. Zugleich wurde die örtliche Zuständigkeit für eine Reihe von Orten des sehr großen Bezirks des Landgerichts Fürth vom Landgericht Zwingenberg übernommen (siehe: Übersicht).
Durch mehrere Verwaltungsreformen, 1832, 1848 und zuletzt 1852 hatten sich nicht nur die Bezeichnungen der Verwaltungsbezirke, sondern auch deren Grenzen geändert. Um das wieder anzugleichen, revidierte das Großherzogtum 1853 in den Provinzen Starkenburg und Oberhessen umfassend die Zuständigkeitsbereiche der Gerichte. Die Folge waren auch Änderungen für den Sprengel des Landgerichts Zwingenberg (siehe Übersicht).

## Ende
Mit dem Gerichtsverfassungsgesetz von 1877 wurden Organisation und Bezeichnungen der Gerichte reichsweit vereinheitlicht. Zum 1. Oktober 1879 hob das Großherzogtum Hessen deshalb die Landgerichte auf. Funktional ersetzt wurden sie durch Amtsgerichte. So ersetzte das Amtsgericht Zwingenberg das Landgericht Zwingenberg. „Landgerichte“ nannten sich nun die den Amtsgerichten direkt übergeordneten Obergerichte. Das Amtsgericht Zwingenberg wurde dem Bezirk des Landgerichts Darmstadt zugeordnet.

## Gerichtsgebäude
Als Gerichtsgebäude diente das ehemalige Jagdschloss Philipps des Großmütigen, das 1561–1563 im Stil der Renaissance errichtet wurde (heute: Am Obertor 1, Zwingenberg). Zuvor war es schon seit 1803 Sitz des Amtes gewesen. Von 1821 bis 1900 war hier auch das vorher in Seeheim angesiedelte Rentamt untergebracht. Das ehemalige Amtsgebäude ist ein zweigeschossiger Bruchsteinbau mit Satteldach und nach Süden zeigendem Schweifgiebel. Die Putzfassade ist durch rechteckige Fenster mit hölzernen Klappläden gegliedert. Am Südgiebel befinden sich horizontale Gesimse, seitlich davon kleine Obelisk-Aufsätze. Das Dach trägt kleine Gaupen mit spitzen Helmen. An der Westseite steht ein Treppenturm mit rundbogigem Kellerportal, die Hauseingänge an der Obergasse sind mit zweiflügeligen Türen und Oberlichtern ausgestattet. Der Gerichtssaal ist durch einen niedrigen Eingangsflügel mit dem Hauptgebäude verbunden. Dieser Bauteil ist eingeschossig mit großen gekoppelten Fenstern, ebenfalls verputzt und mit obeliskenbekrönten Schweifgiebeln geschmückt. Der hofartige Winkel zwischen Haupt- und Nebengebäude wird durch einen Eisenzaun zwischen hohen Sandsteinpfosten zur Straße abgegrenzt. Vor dem Treppenturm erstreckt sich die Remise, ein langgestreckter, eingeschossiger, unverputzter Bruchsteinbau mit Satteldach und sandsteingerahmten Tür- und Fensteröffnungen. Davor, im Hof, steht ein Sandsteinbrunnen mit hohem, vierseitigem Stock, Abschlussplatte und rundem Wasserbecken. Das ehemals herrschaftliche Anwesen und spätere Verwaltungsgebäude ist von besonderer orts- und regionalgeschichtlicher Bedeutung, darüber hinaus auch von kunsthistorischem und baukünstlerischem Wert. Es ist ein Kulturdenkmal und steht aufgrund des Hessischen Denkmalschutzgesetzes unter Denkmalschutz. Heute dient es überwiegend Wohnzwecken.

## Richter
- 1821–1825 Carl Wilhelm Ludwig Pistor[9]
- 1826–1827 Georg Christoph Kasimir Welcker[10]
- 1829–1848 Friedrich Ludwig Klipstein
- 1841–1852 Johann Werle (Assessor mit Stimme)
- 1848 Friedrich Carl Christian Pistor[11]
- 1850–1852 Hermann Ludwig Jonas Stockhausen[12]
- 1852–1856 Carl Friedrich Brenner
- 1856–1879 Gustav Adolf Brumhard[13]